# Ibn Daqiq al-ʿId
Ibn Daqiq al-ʿId (arabisch ابن دقيق العيد, DMG Ibn Daqīq al-ʿĪd; * 30. Juli 1228 in der Nähe von Medina; † 5. Oktober 1302) war ein islamischer Gelehrter, Richter und Buchautor des 13. Jh. Er ist Verfasser zahlreicher Werke, die bis heute im klassisch-sunnitischen Islam hochgeschätzt werden. Bekannt ist aber vor allem durch sein Kommentar zu den „Vierzig Hadithen“ des Imām an-Nawawī. In der šafiʿītischen und mālikītischen Rechtsschule gehört er zu den anerkannten Autoritäten. Seine Spezialgebiete sind die Hadīṯwissenschaften und Uṣul 'l-fiqh (Methodologie des
Islamischen Rechts).

## Name
Sein vollständiger Name lautet: Muḥammad ibn ʿAlī ibn Wahb ibn Muṭīʿ ibn Abī aṭ-Ṭāʿah al-Qušayrī , Abū al-Fatḥ Taqī ad-Dīn, Ibn Daqīq al-ʿĪd.

## Leben
Er wurde an einem Samstag, am 30. Juli 1228 in der Nähe Madīnas geboren, als sein Vater Maǧd ad-Dīn die Pilgerfahrt beabsichtigte. Ibn Ḫaǧar al-ʿAsqalānī überliefert, dass sein Vater die Kaʿba umrundend dafür bat, dass seinem Sohn Wissen und rechtschaffene Taten verliehen werden. Ibn Daqīq wuchs in der ägyptischen Stadt Qūs auf und lernte zunächst klassische islamische Disziplinen bei seinem Vater, der der mālikītischen Rechtsschule angehörte. Später studierte er unter Al-ʿIzz ibn ʿAbd as-Salam und meisterte die islamische Rechtslehre, sowohl nach šafiʿītischen, als auch nach der mālikītischen Rechtsschule. Ihm wurde im Jahr 695 n.H. das Amt des Obersten Richters der Šafiʿīten in Ägypten erteilt.

## Schüler
Zu seinen Schülern gehörten der Imām der Ḥadiṯwissenschaften, aḏ-Ḏahabī, als auch an-Nuwairi, Abū Ḥayyān al-Ġarnāṭī, wie viele andere führende Gelehrte.

## Werke
Sein wohl populärstes Werk, ist ein Kommentar zu den „Vierzig Hadiṯen“, welcher Imām an-Nawawī verfasst hat. Eine Übertragung dessen ins Deutsche steht zur Verfügung, welche vom Verlag der Weltreligionen herausgegeben wurde.
- al-Ilmām bi-aḥadīṯi 'l-aḥkām: Dabei handelt es sich um ein Werk, in dem verschiedene Überlieferungen Mohammeds eingeteilt in rechtswissenschaftlich relevante Kapitel, wie z. B. das Kapitel der Reinigung, das Kapitel des Ǧihāds, das Kapitel über die Ehe usw.
- al-iqtirāḥ fī bayāni 'l-iṣṭilāḥ: Dieses Buch erklärt die der Hadīṯwissenschaft zugehörigen Termini.[6]

## Tod
Er verstarb am 5. Oktober 1302 und wurde an einem Samstag östlich von Kairo begraben.